# 고라인
고라인(세르비아어: Горанци / Goranci)은 코소보, 알바니아, 북마케도니아에 걸쳐 있는 고라(Gora) 지역에 거주하는 슬라브족 계열의 민족이다. 고라는 슬라브어로 "산", "고지"를 의미한다.
남슬라브어군에 속하는 언어인 고라어를 구사하며 자신들의 언어로는 "나신스키"(Našinski)라고 부른다. 고라인은 주로 이슬람교를 믿고 있으며 다양한 민족 문화를 갖고 있다. 보스니아인, 세르비아인, 불가리아인, 마케도니아인 등의 일부로 여겨지지만 그들 민족과는 모두 전혀 다른 소수 민족으로 보기도 한다.